# Recenzie sistematică
Recenzia sistematică reprezintă o evaluare critică care se desfășoară folosind metode sistematice propuse/elaborate pentru minimizarea erorilor și pentru a combina dovezile existente cu privire la un subiect specific.